# Хуммес, Клаудиу
Кла́удиу Ху́ммес, (порт. Cláudio Hummes; 8 августа 1934, Монтенегру, Бразилия — 4 июля 2022, Сан-Паулу, Бразилия) — бразильский кардинал, францисканец. Титулярный архиепископ Каркабии и коадъютор епархии Сент-Андре с 22 марта по 29 декабря 1975. Епископ Санту-Андре с 29 декабря 1975 по 29 мая 1996. Архиепископ Форталезы с 29 мая 1996 по 15 апреля 1998. Архиепископ Сан-Паулу с 15 апреля 1998 по 31 октября 2006. Префект Конгрегации по делам духовенства с 31 октября 2006 по 7 октября 2010. Кардинал-священник с титулом церкви Сан-Антонио-да-Падова-ин-Виа-Мерулана с 21 февраля 2001.
Один из кардиналов-выборщиков, которые участвовали в Папском Конклаве 2005, который избрал папу римского Бенедикта XVI, Хуммес, часто упоминался как возможный преемник папы римского Иоанна Павла II.

## Начало пути
Аури Альфонсу Хуммес родился 8 августа 1934 года, в городе Монтенегру, в семье Педру Адау Хумеса, бразильца немецкого происхождения, и Марии Франк, немки. Беря имя Клаудиу в своем постриге у францисканцев, он был рукоположён в священника 3 августа 1958 года, титулярным архиепископом Мартиополи Жоао Реженде Кошта, салезианцем. Он получил докторантуру в философии в 1963 году в Папском Антонианском университете в Риме.
С 1963 года по 1968 год, он преподавал философию во францисканцской семинарии в Гарибальди, в главной семинарии Виамана и в Папском Католическом Университете Порту-Алегри. Он тогда учился в Экуменистическом Институте Босси в Женеве, Швейцария, где он получил специализацию в экуменизме. Он был советником по экуменистическим делам на национальной епископской конференции Бразилии, провинциальный настоятель францисканцев Риу-Гранди-ду-Сула (1972-1975 годы), и президент Союза Латиноамериканских конференций францисканцев.

## Епископская карьера
22 марта 1975 года, он был назначен епископом-коадъютором Санту-Андре и титулярным епископом Каркабии. Хуммес получил свою епископскую ординацию 25 мая того же года, в соборе Божьей матери, в Порту-Алегри. Ординацию проводили архиепископ Форталезы Алоизиу Лоршейдер, францисканец, которому помогали титулярный епископ Вартабы Мауро Морелли и титулярный епископ Туннуны Урбано Аллгейер. Позднее он наследовал Жорже де Оливейре как епископ Санту-Андре 29 декабря того же самого года. Хуммес разрешил профсоюзам встречаться в приходах по всей его епархии, шёл против диктатуры в Бразилии в это время. Именно здесь он начал поддерживать теологию освобождения, и поддерживал свою дружбу с Лулой, бывшим в это время профсоюзным лидером. 29 мая 1996 года он был назначен архиепископом Форталезы, а 15 апреля 1998 года был перемещен в епархию Сан-Паулу.

## Кардинал
Он был возведен в кардиналы-священники с титулом церкви Сан-Антонио-да-Падова-ин-Виа-Мерулана папой римским Иоанном Павлом II на консистории от 21 февраля 2001 года. Он позже проповедовал великопостные духовные упражнения для Иоанна Павла II и Римской курии в 2002 году. Один из кардиналов-выборщиков, которые участвовали в Папском Конклаве 2005 года, который избрал папу римского Бенедикта XVI, Хуммес, часто упоминался как возможный преемник папы римского Иоанна Павла II.
Хуммес куриальный член Конгрегации Богослужения и Дисциплины Таинств, Конгрегации Доктрины Веры, Папского Совета по делам Мирян, Папского Совета по делам Семьи, Папского Совета Cor Unum, Папского Совета по Межрелигиозному Диалогу, Папского Совета по Культуре, Папской Комиссии по делам Латинской Америки, X Ординарного Совета Генерального Секретариата Синода Епископов, Совета Кардиналов по организации обучения и Префектуры экономических дел Святого Престола.
8 августа 2014 года кардиналу Клаудиу Хуммесу исполнилось восемьдесят лет и он потерял право на участие в Конклавах.

## Социальные и политические позиции
Хуммеса оценивают как умеренного или либерала по проблемам, касающимся социальной справедливости, в то же время он весьма консервативен по проблемам типа контрацепции и прав гомосексуалистов. Его цитировали с сообщением, что: "Национальность — не проблема — важная вещь состоит в том, кто может помогать Церкви и миру, теперь и в будущем". Он также активен по проблеме местных народов и сделал официальное заявление, осуждая анонимные нападения на бездомных местных людей. "Такое насилие и жестокость недопустимы и должны быть энергично отвергнуты. Церковь кричала много раз относительно потребности прибыть на помощь тем, кто вынужден жить на наших улицах, без защиты. Она делает так из гуманной обязанности и из-за её веры в Иисуса Христа, который желает быть идентифицированным в каждом человеке, особенно в бедных и инвалидах", — сказал однажды Хуммес.
С другой стороны, Хуммес публично упрекнул священников, которые предложили, использовать презервативы, чтобы помочь предотвратить распространение ВИЧ/СПИДа, его взгляды на эти вопросы близки к ортодоксальной ватиканской доктрине.

## Префект Конгрегации по делам духовенства
31 октября 2006 года папа римский Бенедикт XVI назначил кардинала Хуммеса главой Конгрегации по делам духовенства, наследуя Дарио Кастрильону Ойосу.
Наряду с его родным португальским, он может также говорить по-испански, по-немецки и по-итальянски.
7 октября 2010 года папа римский Бенедикт XVI принял отставку кардинала Клаудиу Хуммеса с поста префекта Конгрегации по делам духовенства, назначив его преемником архиепископа Мауро Пьяченцу — секретаря одноименной Конгрегации.
Участник Конклава 2013 года, вышел на балкон вместе с новым Папой Франциском во время объявления Habemus Papam.

## Смерть
Скончался 4 июля 2022 года, в Сан-Паулу, из-за продолжительного рака лёгких.

## Внешние ссылки
- католические страницы, биография Клаудиу Хуммеса
- Тэблет, статья относительно кардинала
- Информация (англ.)